# Challenger de Fergana 2013
El Fergana Challenger 2013 fue un torneo de tenis profesional que se jugó en pistas duras. Se trató de la 14.ª edición del torneo que forma parte del ATP Challenger Tour 2013 . Tuvo lugar en Fergana, Uzbekistán entre el 23 de septiembre y el 29 de septiembre de 2013.

## Jugadores participantes del cuadro de individuales

### Cabezas de serie
| Favorito | País                    | Jugador          | Ranking1 | Posición en el torneo |
| -------- | ----------------------- | ---------------- | -------- | --------------------- |
| 1        | Bandera de Kazajistán   | Andrey Golubev   | 139      | Semifinales           |
| 2        | Bandera del Reino Unido | James Ward       | 179      | Primera ronda         |
| 3        | Bandera de Túnez        | Malek Jaziri     | 180      | Semifinales           |
| 4        | Bandera de Uzbekistán   | Farrukh Dustov   | 215      | Segunda ronda         |
| 5        | Bandera de Moldavia     | Radu Albot       | 219      | CAMPEÓN               |
| 6        | Bandera de China Taipéi | Huang Liang-Chi  | 228      | Primera ronda         |
| 7        | Bandera de Egipto       | Mohamed Safwat   | 245      | Cuartos de final      |
| 8        | Bandera de Bielorrusia  | Dzmitry Zhyrmont | 250      | Primera ronda         |

- 1 Se ha tomado en cuenta el ranking del día 16 de septiembre de 2013.

### Otros participantes
Los siguientes jugadores recibieron una invitación (wild card), por lo tanto ingresan directamente al cuadro principal:
- Sanjar Fayziev
- Temur Ismailov
- Shonigmatjon Shofayziyev
- Pavel Tsoy

Los siguientes jugadores ingresan al cuadro principal tras disputar la fase clasificatoria:
- Fedor Chervyakov
- Sarvar Ikramov
- Batyr Sapaev
- Yaraslau Shyla

## Campeones

### Individual Masculino
- Radu Albot derrotó en la final a  Ilija Bozoljac 7–69, 6–73, 6–1

### Dobles Masculino
- Farrukh Dustov /  Malek Jaziri derrotó en la final a  Ilija Bozoljac /  Roman Jebavý 6–3, 6–3